# باربرو لارسون
باربرو لارسون (بالسويدية: Barbro Larsson)‏ هي مخرجة وممثلة سويدية، ولدت في 8 يناير 1931 في ستوكهولم في السويد.

## وصلات خارجية
- باربرو لارسون على موقع IMDb (الإنجليزية)
- باربرو لارسون على موقع قاعدة بيانات الأفلام السويدية (السويدية)
- باربرو لارسون على موقع قاعدة بيانات الفيلم (الإنجليزية)
- باربرو لارسون على موقع كينوبويسك (الروسية)